# گوشت بریان

## نگارخانه

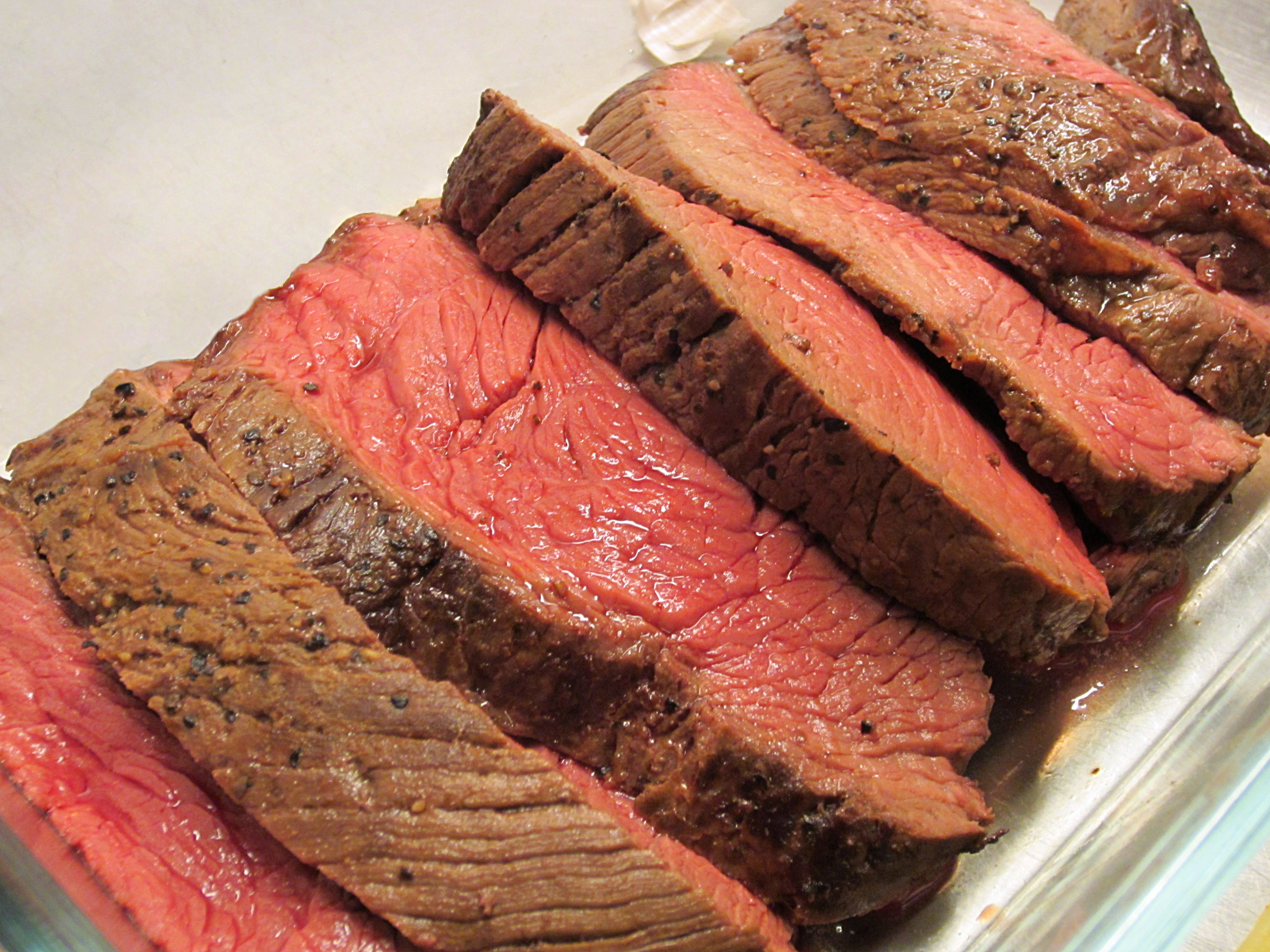
ورقه‌های رست بیف به صورت آماده سرو
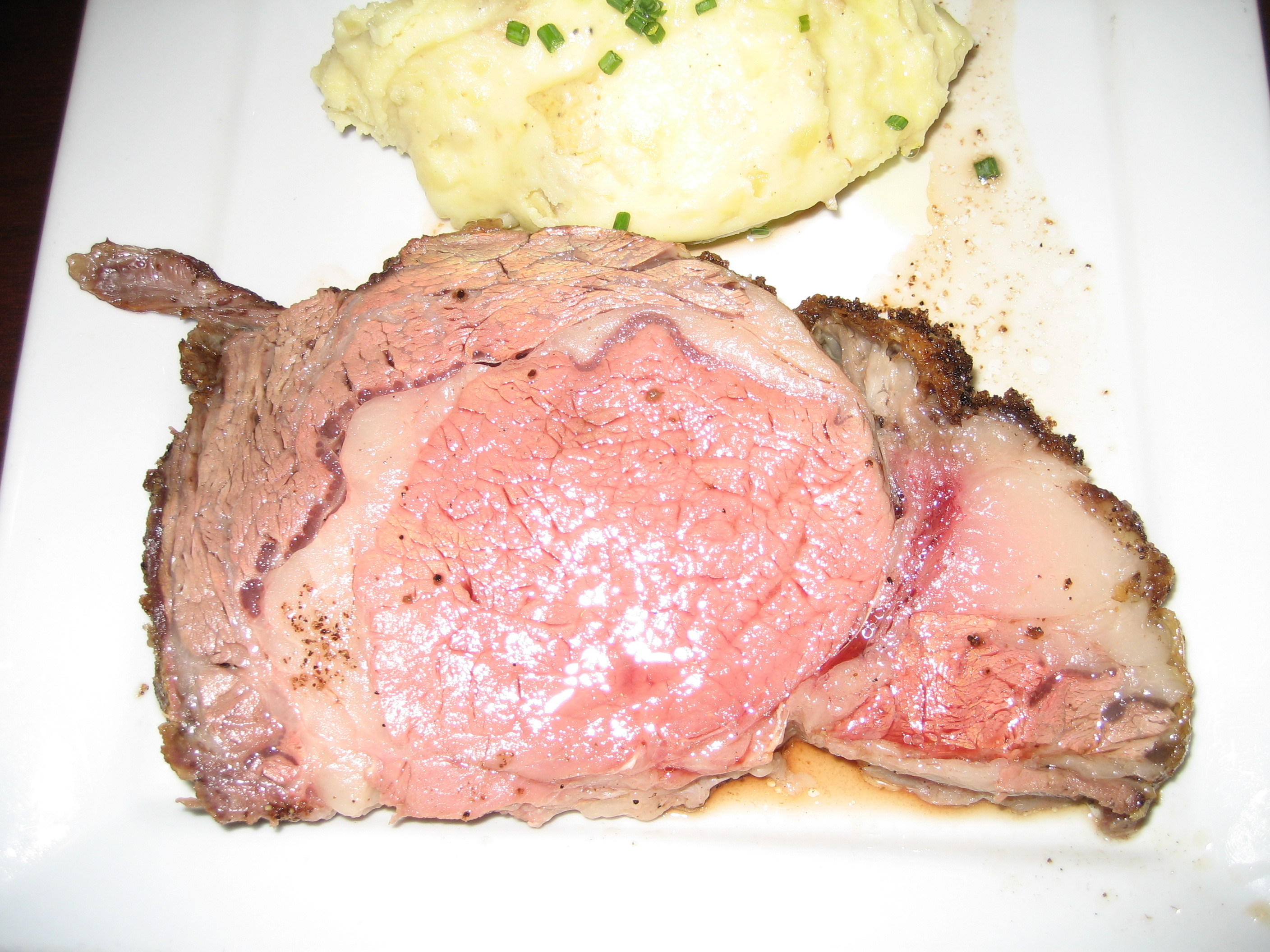
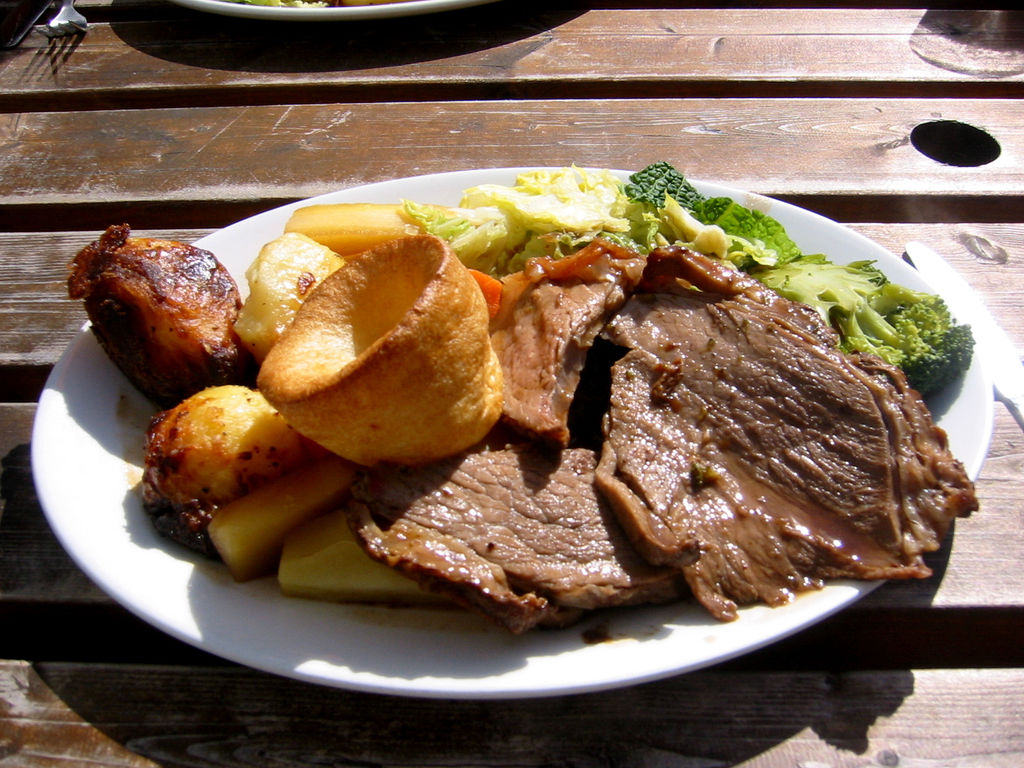
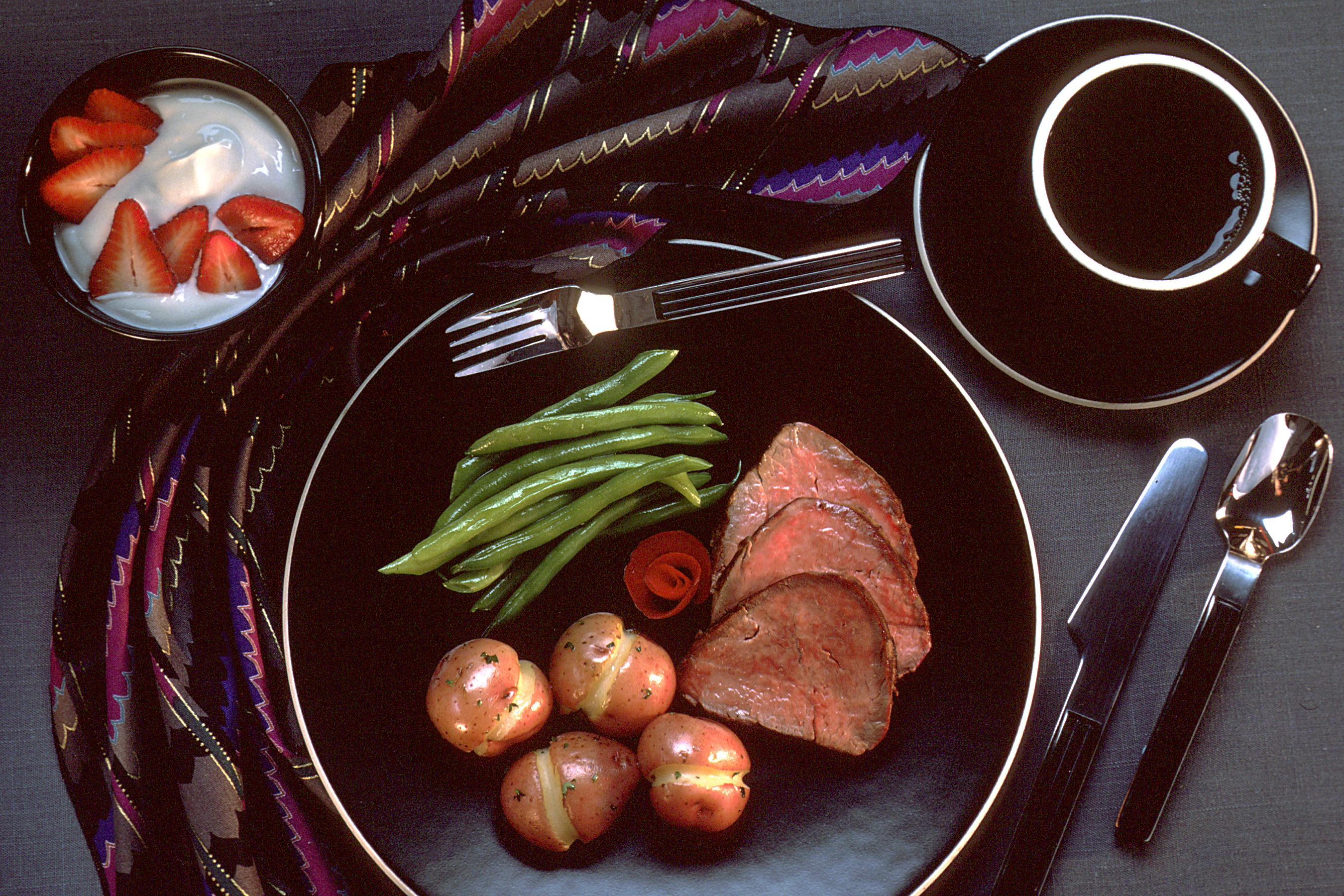